# Erdbeben von Mexiko-Stadt 1985
Das Erdbeben von Mexiko-Stadt (auch Erdbeben von Michoacán) vom 19. September 1985 war mit tausenden Toten das verheerendste Erdbeben in der Geschichte Mexikos. Zehntausende wurden verletzt, durch die Zerstörung und Beschädigung von tausenden Häusern wurden eine Viertelmillion Menschen obdachlos.

## Geographische Situation
Das Epizentrum lag etwa 320 km westsüdwestlich von Mexiko-Stadt im Bundesstaat Michoacán. Die Region liegt in der Nähe der tektonischen Subduktionszone des Mittelamerikagrabens, wo Nordamerikanische Platte und Cocosplatte aufeinandertreffen. Dort hatten sich seit den beiden großen Erdbeben von 1911 (Erdbeben von Michoacán am 7. Juni 1911 und Erdbeben von Guerrero am 16. Dezember 1911) Spannungen aufgebaut, die bereits in den 1970er Jahren zu kleineren Beben führten. Am 19. September 1985 um 7:18 Uhr Ortszeit entluden sich diese Spannungen in einem gewaltigen Erdbeben, das in der Hauptstadt drei Minuten lange andauerte. Die Erschütterungen konnten noch im 1200 km entfernten Houston gespürt werden. Ein fast genauso starkes Nachbeben ereignete sich am Abend des folgenden Tages etwas weiter südöstlich. Es kam zu Hangrutschungen, Bergstürzen, Bodenrissen sowie einem Tsunami mit bis zu drei Meter hohen Wellen.

## Schäden und Folgen

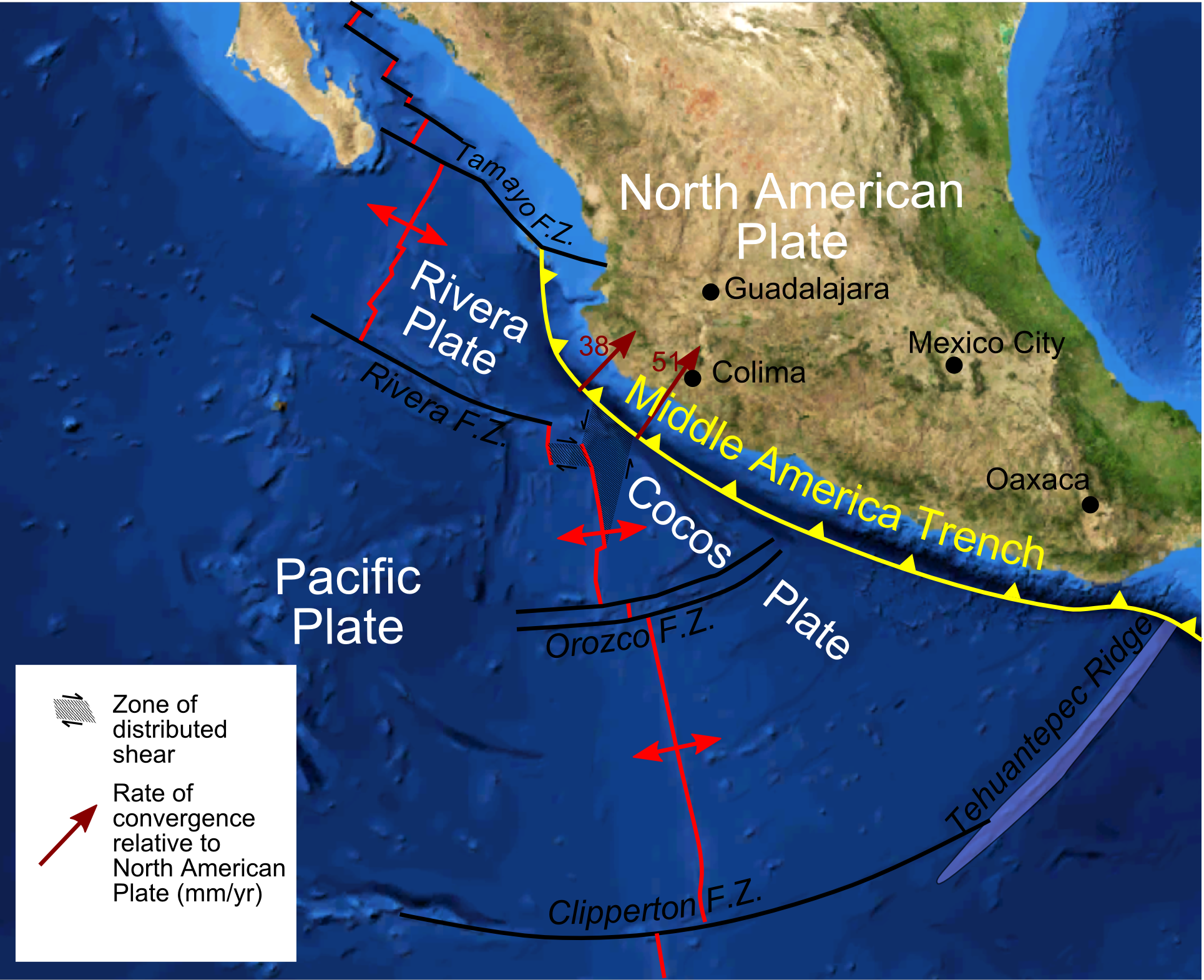
Die für das Erdbeben verantwortliche tektonische Subduktionszone (gelb)

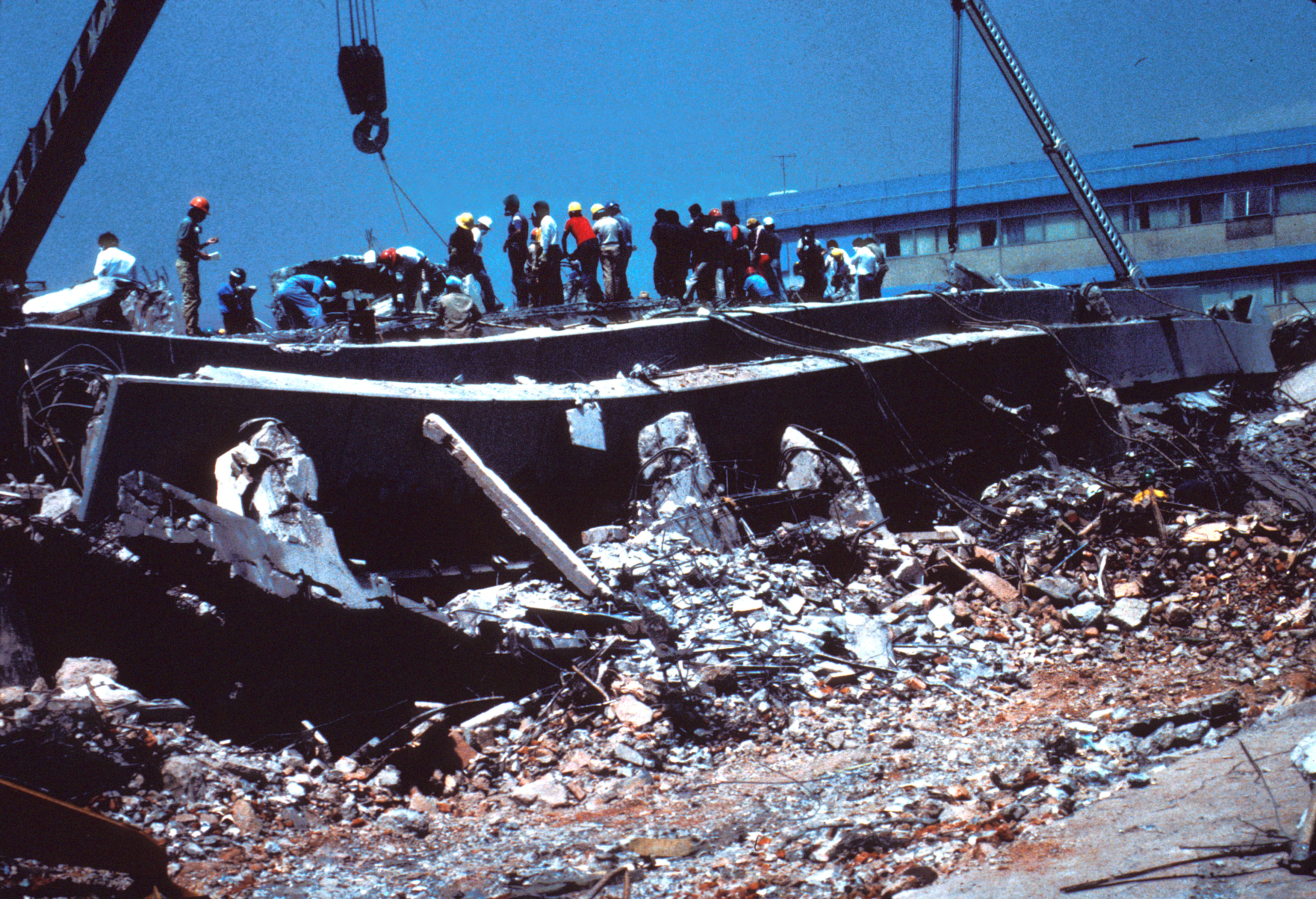
Das eingestürzte Allgemeine Krankenhaus

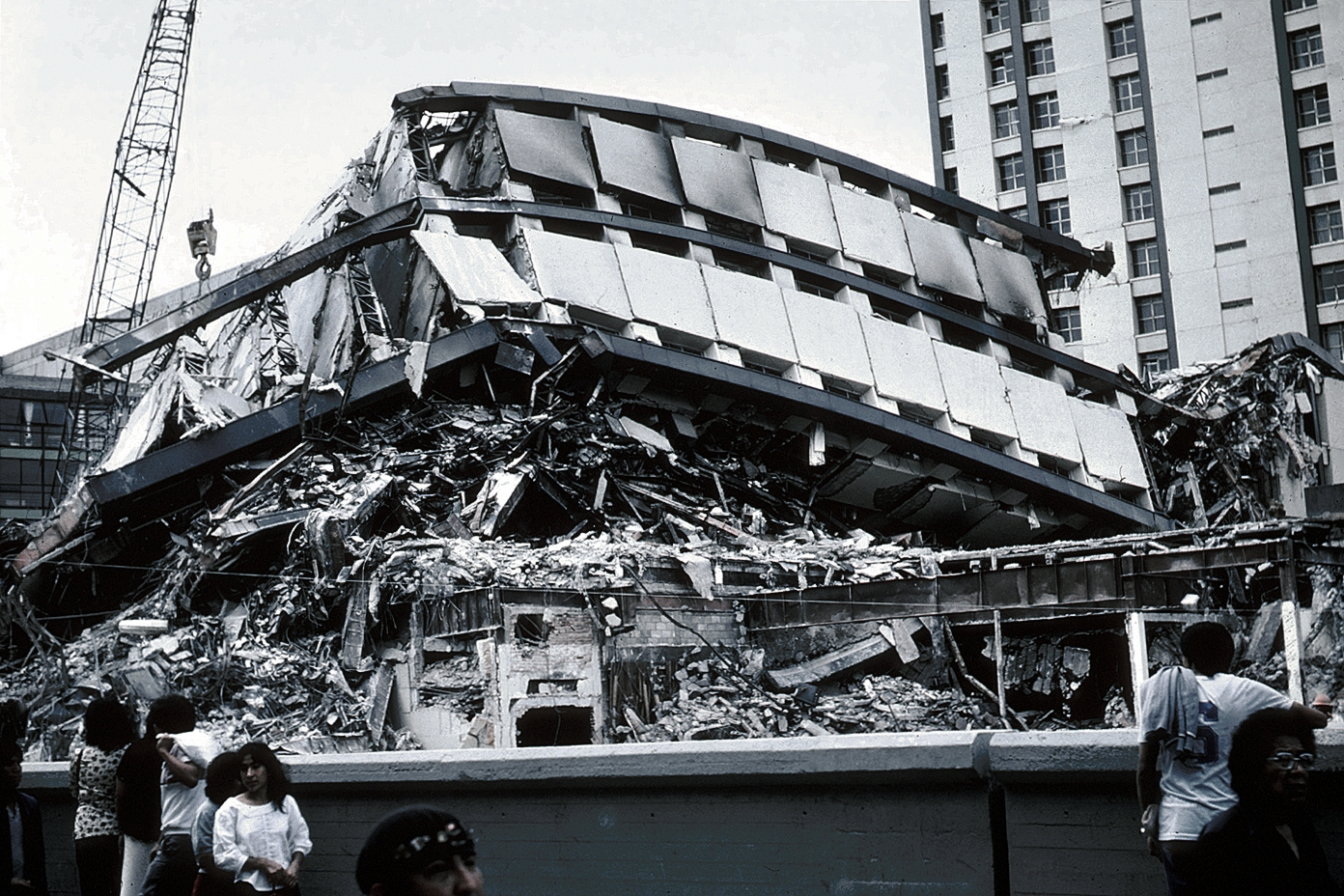
Ein umgestürzter Apartmentkomplex

Zwar waren im Bundesstaat Jalisco, wo in der Hauptstadt Ciudad Guzmán mehr als 600 Lehmhütten einstürzten, viele Schäden entstanden, aber aufgrund spezieller geologischer Faktoren wurde die Landeshauptstadt Mexiko-Stadt am schwersten getroffen. Die Stadt liegt auf dem Grund des ausgetrockneten Texcoco-See und die lockeren Sedimente des ehemaligen Gewässers verstärkten die Schockwellen. Mehr als 400 Häuser stürzten ein, tausende wurden beschädigt. Am stärksten betroffen waren 5- bis 15-stöckige Gebäude, bei denen die Schwingungsfrequenzen Resonanzkatastrophen verursachten. Im historischen Zentrum stürzten zahlreiche Gebäude ein, darunter das neoklassische Hotel Regis, Kirchen, Museen und Krankenhäuser. Der wirtschaftliche Schaden wurde auf drei bis vier Milliarden US-Dollar geschätzt.
Durch den Ausfall der Elektrizitätsversorgung, des Telefonnetzes, der Verkehrsampeln und des öffentlichen Verkehrs entstand ein chaotischer Zustand. Zwar wurde die Stromversorgung am folgenden Tag wiederhergestellt, durch das Nachbeben am Abend fiel sie jedoch erneut aus. Ein starker Gasgeruch hing aufgrund geborstener Leitungen in der Luft und die Behörden riefen die Bevölkerung über Radio auf, keine Streichhölzer zu verwenden.
Präsident Miguel de la Madrid Hurtados Reaktion auf die Katastrophe wurde später stark kritisiert: So hätte er den staatlichen Katastrophenschutzplan nicht umfassend aktiviert und hätte zu lange gezögert, bevor er ausländische Hilfsangebote angenommen hat.
Hilfsmaßnahmen wurden zuerst durch Anwohner angeführt, die begannen Menschen aus den Trümmern zu bergen und Hilfsgüter zu verteilen. Menschen aus weniger stark betroffenen Vierteln halfen in den stark betroffenen Nachbarschaften im Zentrum der Stadt, wo eher einkommensschwache Gesellschaftsschichten lebten. Diese Häuser waren weniger robust gebaut und entsprechend wurden dort viele Opfer beklagt. Die Versorgung der zehntausenden Verletzten wurde dadurch erschwert, dass viele Krankenhäuser der Stadt beschädigt wurden. Offizielle Quellen sprachen von 10.000 Todesopfern, Journalisten und andere Augenzeugen vermuteten allerdings viel größere Opferzahlen. Ungefähr 250.000 Menschen wurden obdachlos. Aus der spontanen Selbsthilfebewegung entstand in der Folge eine politische Bewegung, die Coordinadora Única de Damnificados (CUD). Diese forderte erfolgreich vom Präsidenten und der regierenden PRI, dass die Obdachlosen nicht einfach ausgesiedelt werden durften, sondern dass neue Unterkünfte für sie errichtet werden sollten. Zwei Jahre später waren mit Hilfe von Geldern der Weltbank 100.000 Wohnungen wiederhergestellt oder neu errichtet worden. Die CUD löste sich nach Erreichen ihrer Forderungen 1987 wieder auf.
In den Jahrzehnten nach dem Beben mauserte sich das Zentrum von Mexiko-Stadt zu einem attraktiven Touristenziel, nicht zuletzt durch Entwicklungsprojekte des mexikanischen Milliardärs Carlos Slim. Die neuen und wiedererrichteten Gebäude sollen erdbebensicher sein und den Bauvorschriften entsprechen. In den Armenvierteln, die nun in der Peripherie liegen und wo sich kaum ein Tourist hin verirrt, sieht die Sache anders aus: Die Bewohner bauen wo und wie sie können und müssen um Zugang zur grundlegendsten Infrastruktur wie Wasser- und Stromanschluss kämpfen. Es wird befürchtet, dass bei einem neuen starken Erdbeben in diesen Vierteln viele Opfer zu beklagen sein werden.
Das Erdbeben gab den Anstoß zur Entwicklung des weltweit ersten Erdbebenwarnsystems Sistema de Alerta Sísmica, das im August 1991 in Betrieb genommen wurde.

## Niños del sismo
Unter den eingestürzten Gebäuden waren auch das Juarez-Krankenhaus und das Allgemeine Krankenhaus. Bei den Bergungsarbeiten wurden – zum Teil erst Tage später – Babys lebend aus den Trümmern geborgen. Diese als bebés del milagro (Wunder-Babys) oder niños del sismo (Kinder des Erdbebens) bezeichneten Kinder wurden medial als Hoffnungssymbole wahrgenommen bzw. präsentiert. Manche dieser Kinder wurden unversehrt gefunden, andere mit schweren Verletzungen, die auch zu lebenslangen Behinderungen führten. Viele hatten ihre Eltern verloren und wurden von Verwandten aufgezogen. Ein Team von Ärzten kümmerte sich jahrelang um sie, und Spenden aus dem In- und Ausland kamen für ihre medizinische Behandlung auf.

## Rezeption
Seit dem 8. November 2024 ist auf Amazon Prime die Serie Cada Minuto Cuenta verfügbar, die von der Katastrophe und dem Bemühen Menschen aus den Trümmern zu retten erzählt.